# Тесерарий
Тесерарий (на латински: tesserarius от tessera – малка дървена плоча на която се записват паролите) е командир на стражата в римската армия. Тесерарийте организират и командват нощната охрана в лагера, в мирно време или по време на кампании. Също така отговарят за разпространението на паролата за достъп и за разпределението на заповедите на командващия офицер. Във всяка центурия има по един тесерарий. Тесерарийте заемали длъжност подобна на тази на подофицер в съвременните армии и действали като подчинени на опционите. Заплатата на тесерарийте е един път и половина по-висока от тази на обикновения легионер.